# Kempelen Farkas Digitális Tankönyvtár
A Kempelen Farkas Digitális Tankönyvtár (Tankönyvtár, KFDT) az Educatio Kht. 2005-ben elindított, 2008-ban már több száz elektronikus tankönyvet, folyóiratokat, videókat tartalmazó ingyenes szolgáltatása.

## Története
A Tankönyvtár alapja az Oktatási és Kulturális Minisztérium pályázatkezelő intézményei által 2004-ben és 2005-ben, a Felsőoktatási Tankönyv- és Szakkönyvpályázat keretében támogatott könyvek elektronikus változatai. Ezen elektronikus dokumentumok a tudományágak széles spektrumát ölelik fel az irodalomtól a mezőgazdasági technológiákig. A könyvtár többek között az Osiris, Mezőgazda, Panem, Balassi, Mundus, Typotex könyvkiadók és a Nemzeti Tankönyvkiadó egyes tankönyveit, a História folyóirat 1979-2004 közötti számait, valamint a Mindentudás Egyeteme egyes előadásait adja közre térítésmentesen.
Később a tankönyvtár webes felülete különböző átalakulásokon ment keresztül, az elérhető dokumentumok jelentősen bővültek. 2019-től teljesen átszervezték a felépítését és elindult a dtk.tankonyvtar.hu, az Oktatási Hivatal: Digitális Tankönyvtár weboldala. A kezdeti dokumentumok közül sok nem került át az új felületre, pl. az itt felsorolt gyűjtemény anyagai sem.

## Formátumok
A Tankönyvtár könyvei DocBook XML formátumúak, lehetővé téve azok több kimeneti formátumban (HTML, PDF, RTF) történő publikálását. A könyvtár Dublin Core és MARCXML formátumban tárolja a könyvek metaadatait.

## Gyűjteménye
A Tankönyvtár fontosabb elektronikus könyvei:
- Tényeken alapuló orvostudományi módszertani ajánlások
- Növénytan
- Magyar néprajzi lexikon
- Környezettechnika
- Controlling a gyakorlatban
- A háziállatok funkcionális anatómiája
- Faépítés
- Az Osztrák–Magyar Monarchia Irásban és Képben
- Oxford-Typotex Biológiai kislexikon
- Francia diplomáciai iratok I
- Francia diplomáciai iratok II
- Francia diplomáciai iratok III
- Orvosi biofizika
- Budó Ágoston Kísérleti fizika I.
- Budó Ágoston Kísérleti fizika II.
- Budó Ágoston Kísérleti fizika III.
- Kémiai kislexikon
- Fizikai kislexikon
- Matematika kislexikon